# یامبورگ (ناحیه خودگردان یامالو-ننتس)
یامبورگ (انگلیسی: Yamburg, Yamalo-Nenets Autonomous Okrug) یک شهرک در ناحیه خودگردان یامالو-ننتس کشور روسیه است.